# Philodromus epigynatus
Philodromus epigynatus är en spindelart som beskrevs av Embrik Strand 1909. Philodromus epigynatus ingår i släktet Philodromus och familjen snabblöparspindlar. Inga underarter finns listade i Catalogue of Life.